# Wild Women
Wild Women é um filme norte-americano de 1918, do gênero faroeste, dirigido por John Ford. O filme foi escrito, produzido e estrelado por Harry Carey. O filme mudo é considerado perdido.

## Elenco
- Harry Carey ... Cheyenne Harry
- Molly Malone ... Princesa
- Martha Mattox ... Rainha
- Ed Jones ... Pelon (como Edward Jones)
- Vester Pegg ... Pegg
- E. Van Beaver ... chefe
- Wilton Taylor ... Slugger Joe (como Wilfred Taylor)